# 坎德阿尔
坎德阿尔（葡萄牙語：Candeal）是巴西巴伊亚州的一个市镇。总面积455.278平方公里，总人口9011人，人口密度19.8人/平方公里。